# مواد إباحية اجتماعية
المواد الإباحية الاجتماعية (النرويجية: sosialpornografi) هو مصطلح يستخدم في النرويج وأماكن أخرى فيها لتلبية الحاجة إلى «مشاهدة» (أقرب إلى «مختلس النظر») غالبًا ما لا يكون للمواد الإباحية الاجتماعية أي غرض آخر غير الترفيه، ويمكن اعتبارها مثالًا على انتهاك الخصوصية. يستخدم هذا المصطلح بشكل خاص عندما يتعلق الأمر بالأشخاص الأقل قدرة على حماية مصالحهم الخاصة وفهم عواقب إتاحة أنفسهم للصحافة بهذه الطريقة، أي الأطفال أو الأشخاص ذوي الموارد القليلة.
قد يكون من المثير للجدل أين تذهب الحدود لما يشكل المواد الإباحية الاجتماعية وما يعتبر جديرًا بالنشر. 
على سبيل المثال، قد تتجاوز التغطية الإخبارية المواد الإباحية الاجتماعية اعتمادًا على التفاصيل التي تختار وسائل الإعلام نشرها أو التركيز عليها.  وقد تم التأكيد على أن التغطية الإعلامية للهجمات الإرهابية في بعض الأحيان ذات طبيعة إباحية اجتماعية، والتي يمكن أن تسبب خوفًا مفرطًا من الإرهاب.
تعتبر بعض البرامج التلفزيونية الواقعية مواد إباحية اجتماعية، على سبيل المثال الأخ الأكبر (1984) والشاطئ (فيلم).
ذكر علماء النفس أن بعض برامج «مساعدة التلفزيون» تقتصر على المواد الإباحية الاجتماعية.
أمثلة على هذه الأنواع من البرامج هي المكان الذي يكون فيه المشاركون هم من لديهم أمراض محرجة أو مشاكل اقتصادية.

## روابط خارجية
- Sosialpolitikk eller sosialpornografi? En analyse av sosialpolitiske reportasjer i pressen (1984) av Roel Puijk, Helge Østbye og Else Øyen, Universitetsforlaget. (English title: Social Policy or Social Pornography? – University of Bergen)